# Ismah
Ismah o Isma (en árabe: عصمة; literalmente, "protección") es un concepto en la teología islámica que se discute de manera más prominente en la teología chiita. Se traduce alternativamente como "impecabilidad", "la inmunidad al pecado" y la "infalibilidad".
En la teología, Ismah caracteriza Profetas, los imames y los ángeles. Cuando se atribuye a los seres humanos, el concepto significa "la capacidad de evitar actos de desobediencia, a pesar de tener el poder para cometerlos.

## Terminología
Según Lane, la raíz de Ismah es `asama (en árabe: عصم), lo que significa protegido o defendido: Ismah significa la prevención o la protección.
Sheij Mufid (de los científicos religiosos) dice: “Ismah, se significa, coger cuerda para salvar de afondar, Y protegerse de algo.”
Alamé Tabatabaí afirma que Ismah es la presencia de una cualidad en el hombre que le protege del error.

## Concepto de Ismah
Según Donaldson, considera Ismah por los dichos del cuarto Imam de los chiitas, Zayn al-Abidin, y dice:"una calidad que permite a un hombre para aprovechar firmemente al Corán". Dijo que el Corán y la Catorce Infalibles no serán separados el uno del otro hasta el Día del Juicio y que cada uno de los guía a la otra. Él cita Corán 17: 9  para apoyar su afirmación.
Ismah es un poder para proteger el humano de cometer pecados y errores.
Tabatabaei dice: “Ismah significa presencia de una cualidad en el hombre que le protege de cometer pecado o error. Se identifica esta calidad con el conocimiento. De la misma manera todas las virtudes tales como la valentía, la castidad y la generosidad son formas de conocimiento profundamente arraigados en la psique humana que permitan a la persona que se abstengan de caer en sus respectivos dos extremos opuestos, es decir, como la cobardía frente a la imprudencia, la austeridad frente a la disipación y la avaricia frente a Extravagancia.”
Allamah Helli dice: “Ismah es un regalo de parte de Dios a los humanos y es un poder para dejar los pecados aunque puede hacerlos.”
Morteza Mutahhari afirma, Ismah es un nivel supremo de virtud e incluso se causa el humano no piensa en pecados.

## Ismah y el Albedrío y la Libertad
Ismah es la virtud y se obtiene por los actos buenos y evitación de los pecados. Cuando una persona resista contra los pecados o un pecado mayor, eso es un nivel de Ismah, aunque comete los pecados menores pero a frente de los pecados mayores tiene oposición y no los comete. Alguna vez una persona incluso no hace los pecados menores y es fiel y su fe, le protege de cometer a los pecados menor aunque puede cometer los pecados menores y mayores pero no los cometen.
Asimismo si una persona no hace los pecados mayores y menores y no piensa acerca de estos está en un nivel suprimo incluso siempre piensa sobre los tratamientos buenos, esto es Ismah en el nivel más alto.
Entonces hay unas personas que no cometen ningún pecado en sus vidas. Porque conocen malicias y fealdades de los pecados. Y los placeres de los pecados son vencidos frente a sus almas puras y eso es un nivel suprimo de Ismah.”
El humano que tiene Ismah, por la virtud fuerte, sabe los resultados malos de los pecados y no comete los pecados.

## Ismah en lasreligiones

### Ismah en eljudaísmo
Desde a punto de vista del "judaísmo", el profeta es la lengua de Dios y sus palabras son las oraciones de Dios todopoderoso. Musa Ibn Meymun (D.C 1135-1204), el famoso científico judío, la creencia en Ismah de los profetas en recibir y mencionar la revelación, ha contado de las creencias de los judíos y dice: “todos los dichos de los profetas son correctos y la Torá es el libro que ha recibido Moisés”.
Según algunas fuentes religiosas se ha informado directamente, si un profeta hace un pecado, se cogía su profecía: “Si un profeta muestra orgullo o enfada, su profecía se evita de él”.

### Ismah en elcristianismo
Desde a punto de vista de "cristianismo", Jesús y los escritos de la revelación tienen Ismah. Los cristianos creen que una situación más eminente de un profeta para Jesús y dicen Jesús es hijo de Dios. Todos los libros que ahora existen, han sido escritos por unas personas en los años siguientes de Jesús. Desde a punto de vista de los cristianos, los escribientes acaso de que cometían pecados y errores pero en escribir del libro santo, eran infalibles y tenían Ismah.
Asimismo los cristianos creen que Papa, el líder de los católicos del mundo, en sus mandatos es infalible y no equivoca.

### Ismah en elIslam
En el Islam, Ismah caracteriza a los Profetas, los imames y los ángeles.

#### Ismah de losprofetas
Según la creencia de los chiitas, Ismah es de las propiedades básico de los profetas.
Sheikh Tusi dice: "La Infalibilidad es necesaria en los Profetas para que se pueda creer en ellos y como resultado, se pueda cumplir el propósito de la creación".
El secreto detrás de la infalibilidad de los profetas yace en su visión e intuición directa de la realidad, su fe perfecta y su certeza, así como su profundo amor por Dios junto a su profunda concientización acerca de la Majestuosidad de Dios y el entendimiento de Sus atributos. Además, por medio de la infalibilidad, Dios fortalece a los profetas en contra de los engaños de Satanás y los deseos del alma que ordena (nafsul 'ammarah).
Diversos argumentos racionales confirman la necesidad de la infalibilidad de los Profetas. La más clara de estas pruebas es el hecho de que el Propósito de Dios en la creación del hombre puede cumplirse únicamente por medio de la infalibilidad.
Es fundamental reiterar que la infalibilidad nunca constriñe a una persona a obedecer. Por el contrario, su fe, conocimiento y percepción de la Grandeza de Dios ha alcanzado un nivel tan elevado que no le permite transgredir las leyes de Dios. Según algunos "Hadices", Dios Todopoderoso fortalece a los profetas e Imames por medio del Espíritu Santo, El Espíritu de la Fe, el Espíritu de la Fortaleza y el Espíritu Supremo.
Tabatabaei dice que todos los profetas fueron guiados por Dios, y que todo el que es guiado por Dios nunca peca, y los profetas están libres de error y que, por tanto, la revelación está protegido por Dios.

#### Ismah de los Imames
Por unas aleyas del sagrado Corán, se demuestra la necesidad de creer en el Ismah de Imames. Chiita cree que Imam debe ser designado por Dios, porque Ismah es una virtud oculta como guardián de la religión contra cualquier desviación y la persona que no tiene ningún motivo en el día de la resurrección, deben asignar a alguien similar la profeta en sus atributos y Ismah como su sucesor para guiar a las personas y para interpretar el Corán, eso es la razón por la que requiere la asignación de los profetas se utiliza para su generalización (para todo el tiempo).

##### Argumento por el Corán y Hadiz
Según la aleya: "¡Oh, los que creéis! ¡Obedeced a Dios y obedeced al Mensajero y a los que de vosotros tienen autoridad espiritual! Y si discutís sobre algo, remitidlo a Dios y al Mensajero si creéis en Dios y en el Último Día. Eso es un bien y la mejor solución. (4:59)". Dios manda a los creyentes que obedezcan a Dios, el Mensajero, los que son patrono e Imam de la nación del parte de Dios. Y asimismo obedecer de los que tienen autoridad es como obedecimiento del profeta y Dios por en la aleya Dios usa la palabra "Obedecer" para su mismo y el profeta y el autoridad espiritual. Y desde el punto de vista del chiita las autoridades espirituales solo son los doce Imames.
Desde el punto de vista del sunita, cuatro califas son autoridades espirituales.
Otra aleya que los chiitas han afirmado que los Imames son infalibles este es: “Ciertamente, Dios quiere apartar de vosotros la impureza (Dar Ismah) ¡Gente de la Casa! y purificaos absolutamente. (33:33)”.
Se han emitido muchas opiniones acerca de quiénes son aquellos a los que Dios quiere purificar absolutamente, comprendidos en el término «Gente de la Casa». la mayoría de los testimonios fiables transmiten que se refiere al Profeta mismo, a su hija Fátima, a Ali Ibn Abi Talib, esposo de Fátima y primo del Profeta y a los dos hijos de ambos, Al-Hasan y Al-Hussein. Existen más de setenta tradiciones fiables. Y que Dios quiere apartar y dar una impureza es decir Dios ha dado Ismah a Ahl Al-Bayt (Gente de la Casa).
Y desde punto de vista de sunitas esta aleya es sobre el profeta del Islam y sus esposas y dicen ellos son infalibles.
Desde el punto de vista del Islam es obligatorio por todos los musulmanes que hagan los mandatos de Dios. Y se dicen, los autoridades se han elegido por Dios y por eso, es obligado que la gente obedecen de ellos que tienen autoridad y permisión de parte de Dios.
Y en un Hadiz famoso entre los chiitas y sunitas, el profeta dice: cualquier persona muere y no conocería el Imam de su tiempo, ciertamente habrá muerto al muerto indoctamente (en ateísmo).
Según este Hadiz Imam siempre está en el mundo y todos los humanos tienen que conocerle.
Asimismo, según varios "Hadices" auténticos de tanto chiitas y sunitas, Mahoma afirmó claramente que Ali (el primer Imam de los chiitas) estaba protegido contra el pecado y el error, y que sus dichos y hechos fueron consistentes con las enseñanzas del Islam.

#### Ismah deángel
Según Sheij Saduq, los ángeles nunca desobedecen a Dios y que están libres de pecados e impurezas basadas en los versículos del Corán.
Según esta aleya Los ángeles tienen Ismah: “habrá ángeles gigantescos, poderosos, que no desobedecen a Ala en lo que les ordena, sino que hacen lo que se les ordena.” (66:8).
Además Mulla Sadra, filósofo chiita, menciona tanto la argumentación racional y teológica en defensa de la inefabilidad de los ángeles: el sentido del pecado y falibilidad es contrastar entre facultades humildes con facultades sublimes donde el alma quiere llegar a motivos superlativos mientras motivos y propósitos internos contradicen con ellos.
La diferencia entre el humano y el ángel es en estimativas y arrechuras, y los ángeles no tienen estos dos propios.